# Bulbophyllum serra
Bulbophyllum serra är en orkidéart som beskrevs av Rudolf Schlechter. Bulbophyllum serra ingår i släktet Bulbophyllum och familjen orkidéer. Inga underarter finns listade i Catalogue of Life.